# Josef Marcel Sedlák
Josef Marcel Sedlák (7. května 1895, Nová Říše – 26. října 1964, Olomouc) byl český spisovatel, učitel. Přátelil se s básníkem Otokarem Březinou.

## Život
Narodil se v rodině poštmistra Josefa Sedláka. Obecnou školu navštěvoval doma v Nové Říši, měšťanskou školu v Třešti, pak třetí až sedmou třídu vyšší reálky v Telči. Studia na reálce vykonal s vyznamenáním, rovněž maturitní zkoušku roku 1914. Ve službě školní byl ustanoven 1. února 1915. V červenci roku 1915 složil zkoušku učitelské dospělosti, vojenskou službu konal ve válečné době od listopadu 1915 do listopadu 1918. V roce 1919 složil zkoušku způsobilosti pro školy obecné, v roce 1921 pro školy měšťanské. V roce 1922 složil speciální zkoušku z němčiny, roku 1924 z francouzštiny a v roce 1926 z ruštiny. Na svých studijních cestách navštívil kulturní střediska střední, jižní a západní Evropy.
Od roku 1926 až do smrti básníkovy navštěvoval v pravidelných častých lhůtách Otokara Březinu, který mu dával direktivu v jeho dalším vzdělávání a byl celé rodině přátelsky nakloněn. Působil na měšťanské škole v Nové Říši, pak na odborných školách pro ženská povolání ve Velkém Meziříčí, v Českých Budějovicích, Duchcově, Chrudimi, v Mladé Boleslavi a v Olomouci. V Mladé Boleslavi se oženil s učitelkou národní školy Blaženou Kousalovou. Měli dvě dcery.
Josef Marcel Sedlák je pohřben na Ústředním hřbitově v Olomouci. Jeho rozsáhlá literární pozůstalost byla uložena v Památníku národního písemnictví v Praze.

## Dílo
Sedlákova literární tvorba vyvěrala z jeho rodinného prostředí, z úcty k rodičům, z křesťanské víry a pokory, z ohromení zázrakem Stvoření. Své verše otiskoval ve 20. a 30. létech v časopisech i v novinách. Samostatně vydal více než deset knih, jednak tisky a úvahy věnované Otokaru Březinovi, jednak sbírky veršů. Poslední sbírka veršů která vyšla tiskem za jeho života nazvaná Balada Novoříšská se tematicky vymyká z jeho tvorby. Reaguje na krutosti války a na tragédii novoříšských obětí koncentračních táborů. Řada básníkových prací zůstala v rukopise. Rozsáhlá Píseň o Marcelinu (Riessovi) čerpá z historie básníkova rodu, opěvuje ušlechtilé lidské city a činy, události, které ovlivnily autorův život. Vystupoval pod pseudonymem Poutník.

## Spisy
- Hvězdy domova (1940)
- Za jižním sluncem
- Srdce tichá
- Gotické sny (o Otokaru Březinovi)
- Hvězdy tvých smutků a nadějí
- Buď vůle tvá
- Hovory s věčností
- Hlas jihu
- V zajetí touhy
- Hlas její písně
- Vlny k druhému břehu
- Matka (1937)
- Domov (Nová Říše) 1938
- Meditace
- Světlo života
- Balada novoříšská